# El Molinón
Az El Molinón (spanyolul: Estadio El Molinón) egy labdarúgóstadion az asztúriai Gijónban, Spanyolországban. A stadion a város labdarúgócsapatának a Sporting de Gijónnak az otthona 1917 óta. Befogadóképessége 29 371 fő számára biztosított. A legidősebb stadion Spanyolországban, amit 1908 előtt kezdtek építeni.
A nyitómérkőzést 1917. április 22-én játszották, amikor a spanyol királyi kupában a Real Sporting 1–0-ra kikapott az Arenas csapatától. 1920 május 2-án itt rendezték az spanyol kupa döntőjét, amikor a Barcelona 2–0-ra legyőzte az Athletic Bilbaót. 1924-ben a Real Sporting megvásárolta az El Molinónt és a tulajdonosa lett. 1931-ben a főlelátót tűz pusztította el, de később újjáépítették. 1944-ben a gijóni városháza a Real Sporting rossz anyagi helyzete miatt visszavásárolta az El Molinónt. 1968-ban négy reflektor került elhelyezésre és az első éjszakai mérkőzést a Mestalla ellen játszották. 1969. november 30-án az El Molinón lett az első teljesen fedett stadion Spanyolországban. 1980 és 1981 között bővítésen esett át, mivel egyike volt az 1982-es labdarúgó-világbajnokság helyszíneinek, ahol három csoportmérkőzést rendeztek, köztük az emlékezetes NSZK–Ausztria találkozót, mely a „gijóni megnemtámadási szerződés” néven híresült el.
Az 1997–98-as szezontól kezdve csak ülőhelyek találhatóak a stadionban, ekkor a befogadóképességét 42 000-ről 25 885-re csökkentették. A 2009 és 2011 közötti bővítést követően az El Molinón kapacitása ismét 29 029 ülőhelyre nőtt.
2018. február 28-án Gijón Város Tanácsa egyhangúlag beleegyezett abba, hogy a Spoting Gijón történetének legeredményesebb játékosa Quini tiszteletére a stadiont Estadio El Molinón-Enrique Castro „Quini” névre kereszteljék. 

## Események

### 1982-es labdarúgó-világbajnokság
| Dátum            | Pályaválasztó | Eredmény | Vendég   | Forduló               | Nézőszám |
| ---------------- | ------------- | -------- | -------- | --------------------- | -------- |
| 1982. június 16. | NSZK          | 1 – 2    | Algéria  | 2. csoport (első kör) | 42 000   |
| 1982. június 20. | NSZK          | 4 – 1    | Chile    | 2. csoport (első kör) | 42 000   |
| 1982. június 25. | NSZK          | 1 – 0    | Ausztria | 2. csoport (első kör) | 41 000   |